# Grand Prix de Vinnytsia 2015
La 1re édition du Grand Prix de Vinnytsia a eu lieu le 6 juin 2015. La course fait partie du calendrier UCI Europe Tour 2015 en catégorie 1.2.
L'épreuve a été remportée lors d'un sprint à trois coureurs par l'Ukrainien Vitaliy Buts (Kolss-BDC) respectivement devant ses deux compatriotes Anatoliy Pakhtusov (ISD Continental) et Andriy Khripta (Kyiv Capital Racing).

## Présentation
La course se déroule la veille du Grand Prix ISD.

### Parcours
Le parcours est constitué d'allers-retours à parcourir à six reprises.

### Équipes
Classé en catégorie 1.2 de l'UCI Europe Tour, le Grand Prix de Vinnytsia est par conséquent ouvert aux équipes continentales professionnelles ukrainiennes, aux équipes continentales, aux équipes nationales et aux équipes régionales et de clubs.
Quatorze équipes participent à ce Grand Prix de Vinnytsia - sept équipes continentales, trois équipes nationales et quatre équipes régionales et de clubs :
| Équipes continentales | Équipes continentales | Équipes continentales |
| Nom de l'équipe       | Pays                  | Code                  |
| --------------------- | --------------------- | --------------------- |
| Ex23-Saroni Factory   | Tchéquie              | EXP                   |
| ISD Continental       | Ukraine               | ISD                   |
| Kolss-BDC             | Ukraine               | KLS                   |
| Kyiv Capital Racing   | Ukraine               | KCR                   |
| Minsk CC              | Biélorussie           | MCC                   |
| Tusnad                | Roumanie              | TCT                   |
| Vino 4-ever           | Kazakhstan            | V4E                   |

| Équipes nationales              | Équipes nationales | Équipes nationales |
| Nom de l'équipe                 | Pays               | Code               |
| ------------------------------- | ------------------ | ------------------ |
| Équipe nationale de Biélorussie | Biélorussie        | BLR                |
| Équipe nationale de Moldavie    | Moldavie           | MDA                |
| Équipe nationale d'Ukraine      | Ukraine            | UKR                |

| Équipes régionales et de clubs | Équipes régionales et de clubs | Équipes régionales et de clubs |
| Nom de l'équipe                | Pays                           | Code                           |
| ------------------------------ | ------------------------------ | ------------------------------ |
| Athlet                         | Ukraine                        | ATH                            |
| Kremenchuk                     | Ukraine                        | KRT                            |
| Promin                         | Ukraine                        | PRM                            |
| Sdushor-3 Tiraspol             | Moldavie                       | SDU                            |

### Primes
Les vingt prix sont attribués suivant le barème de l'UCI,. Le total général des prix distribués est de 6 010 €.
| Position | 1er     | 2e      | 3e    | 4e    | 5e    | 6e    | 7e    | 8e    | 9e    | 10e à 20e |
| Prix     | 2 425 € | 1 210 € | 607 € | 305 € | 240 € | 180 € | 180 € | 118 € | 118 € | 57 €      |

## Classements

### Classement final
| Classement final | Classement final      | Classement final | Classement final           | Classement final  |
|                  | Coureur               | Pays             | Équipe                     | Temps             |
| ---------------- | --------------------- | ---------------- | -------------------------- | ----------------- |
| 1er              | Vitaliy Buts          | Ukraine          | Kolss-BDC                  | en 3 h 49 min 6 s |
| 2e               | Anatoliy Pakhtusov    | Ukraine          | ISD Continental            | + 0 s             |
| 3e               | Andriy Khripta        | Ukraine          | Kyiv Capital Racing        | + 0 s             |
| 4e               | Sergiy Lagkuti        | Ukraine          | Kolss-BDC                  | + 5 min 13 s      |
| 5e               | Aliaksandr Kuschynski | Biélorussie      | Minsk CC                   | + 5 min 13 s      |
| 6e               | Oleksandr Polivoda    | Ukraine          | Kolss-BDC                  | + 5 min 13 s      |
| 7e               | Artem Tesler          | Ukraine          | Équipe nationale d'Ukraine | + 7 min 39 s      |
| 8e               | Ilya Klepikov         | Ukraine          | ISD Continental            | + 7 min 39 s      |
| 9e               | Kanstantin Klimiankou | Biélorussie      | Minsk CC                   | + 7 min 58 s      |
| 10e              | Tom Bossis            | France           | Tusnad                     | + 7 min 58 s      |
| modifier         |                       |                  |                            |                   |

### UCI Europe Tour
Ce Grand Prix de Vinnytsia attribue des points pour l'UCI Europe Tour 2015, par équipes seulement aux coureurs des équipes continentales professionnelles et continentales, individuellement à tous les coureurs sauf ceux faisant partie d'une équipe ayant un label WorldTeam.
| Position,          | 1er | 2e | 3e | 4e | 5e | 6e | 7e | 8e |
| Classement général | 40  | 30 | 16 | 12 | 10 | 8  | 6  | 3  |

## Liste des participants
- Liste de départ complète

| Légende | Légende                                                                    | Légende | Légende                                                    |
| ------- | -------------------------------------------------------------------------- | ------- | ---------------------------------------------------------- |
| Num     | Dossard de départ porté par le coureur sur ce Grand Prix de Vinnytsia      | Pos     | Position à l'arrivée de la course                          |
|         | Indique un maillot de champion national ou mondial, suivi de sa spécialité | NP      | Indique un coureur qui n'a pas pris le départ de la course |
| AB      | Indique un coureur qui n'a pas terminé la course                           | HD      | Indique un coureur qui a terminé la course hors des délais |

| Tusnad TCT                         | Tusnad TCT               | Tusnad TCT |
| ---------------------------------- | ------------------------ | ---------- |
| Num                                | Coureur                  | Pos        |
| 1                                  | Artem Topchanyuk (UKR)   | 16e        |
| 2                                  | Ábel Kenyeres (HUN)      | AB         |
| 3                                  | Tom Bossis (FRA)         | 10e        |
| 4                                  | Szabolcs Sebestyén (ROU) | 30e        |
| 5                                  |                          |            |
| 6                                  |                          |            |
| Directeur sportif : Florent Horeau |                          |            |

| Kolss-BDC KLS                         | Kolss-BDC KLS              | Kolss-BDC KLS |
| ------------------------------------- | -------------------------- | ------------- |
| Num                                   | Coureur                    | Pos           |
| 11                                    | Vitaliy Buts (UKR) (Route) | 1er           |
| 12                                    | Denys Kostyuk (UKR)        | 18e           |
| 13                                    | Andriy Vasylyuk (UKR)      | AB            |
| 14                                    | Oleksandr Polivoda (UKR)   | 6e            |
| 15                                    | Sergiy Lagkuti (UKR)       | 4e            |
| 16                                    | Oleksandr Prevar (UKR)     | 11e           |
| Directeur sportif : Gennadii Skorenko |                            |               |

| Kremenchuk KRT                          | Kremenchuk KRT           | Kremenchuk KRT |
| --------------------------------------- | ------------------------ | -------------- |
| Num                                     | Coureur                  | Pos            |
| 21                                      | Mykola Panibratets (UKR) | 33e            |
| 22                                      | Bogdan Parfeniuk (UKR)   | AB             |
| 23                                      | Taras Parfeniuk (UKR)    | HD             |
| 24                                      | Bogdan Ryaposov (UKR)    | 34e            |
| 25                                      | Yevhenii Manko (UKR)     | 35e            |
| 26                                      |                          |                |
| Directeur sportif : Oleksandr Radchenko |                          |                |

| Sdushor-3 Tiraspol SDU                | Sdushor-3 Tiraspol SDU | Sdushor-3 Tiraspol SDU |
| ------------------------------------- | ---------------------- | ---------------------- |
| Num                                   | Coureur                | Pos                    |
| 31                                    | Andrei Ceban (MDA)     | AB                     |
| 32                                    | Andrei Covalciuc (MDA) | 24e                    |
| 33                                    | Denis Bazeliuc (MDA)   | HD                     |
| 34                                    | Stanislav Efimov (MDA) | AB                     |
| 35                                    |                        |                        |
| 36                                    |                        |                        |
| Directeur sportif : Valerii Zaporojan |                        |                        |

| Équipe nationale d'Ukraine UKR       | Équipe nationale d'Ukraine UKR | Équipe nationale d'Ukraine UKR |
| ------------------------------------ | ------------------------------ | ------------------------------ |
| Num                                  | Coureur                        | Pos                            |
| 41                                   | Dmytro Titarenko (UKR)         | 42e                            |
| 42                                   | Tymur Rusiia (UKR)             | 43e                            |
| 43                                   | Artem Tesler (UKR)             | 7e                             |
| 44                                   | Volodymyr Gomenyuk (UKR)       | 12e                            |
| 45                                   | Volodymyr Dyudya (UKR)         | 32e                            |
| 46                                   | Oleksandr Sheydyk (UKR)        | 29e                            |
| Directeur sportif : Kyrylo Pospyeyev |                                |                                |

| Vino 4-ever V4E                       | Vino 4-ever V4E            | Vino 4-ever V4E |
| ------------------------------------- | -------------------------- | --------------- |
| Num                                   | Coureur                    | Pos             |
| 51                                    | Taras Voropayev (KAZ)      | 45e             |
| 52                                    | Vladislav Filipovich (KAZ) | 39e             |
| 53                                    | Dmitriy Lukyanov (KAZ)     | 28e             |
| 54                                    | Sergey Vlassenko (KAZ)     | 23e             |
| 55                                    | Vitaliy Zverev (KAZ)       | HD              |
| 56                                    |                            |                 |
| Directeur sportif : Vladimir Voloshin |                            |                 |

| Ex23-Saroni Factory EXP                | Ex23-Saroni Factory EXP | Ex23-Saroni Factory EXP |
| -------------------------------------- | ----------------------- | ----------------------- |
| Num                                    | Coureur                 | Pos                     |
| 61                                     | Jan Wala (CZE)          | HD                      |
| 62                                     | Jiri Jurecka (CZE)      | HD                      |
| 63                                     | Kamil Juhaniak (SVK)    | AB                      |
| 64                                     | Lukáš Papula (CZE)      | AB                      |
| 65                                     |                         |                         |
| 66                                     |                         |                         |
| Directeur sportif : František Drbohlav |                         |                         |

| ISD Continental ISD              | ISD Continental ISD      | ISD Continental ISD |
| -------------------------------- | ------------------------ | ------------------- |
| Num                              | Coureur                  | Pos                 |
| 71                               | Volodymyr Dzhus (UKR)    | 44e                 |
| 72                               | Maksym Vasyliev (UKR)    | 41e                 |
| 73                               | Timur Maleev (UKR)       | 40e                 |
| 74                               | Anatoliy Pakhtusov (UKR) | 2e                  |
| 75                               | Ilya Klepikov (UKR)      | 8e                  |
| 76                               |                          |                     |
| Directeur sportif : Mykola Myrsa |                          |                     |

| Kyiv Capital Racing KCR              | Kyiv Capital Racing KCR | Kyiv Capital Racing KCR |
| ------------------------------------ | ----------------------- | ----------------------- |
| Num                                  | Coureur                 | Pos                     |
| 81                                   | Valerii Taradai (UKR)   | 31e                     |
| 82                                   | Pavlo Bondarenko (UKR)  | 19e                     |
| 83                                   | Andriy Khripta (UKR)    | 3e                      |
| 84                                   | Oleksiy Kasyanov (UKR)  | 22e                     |
| 85                                   | Daniil Kondakov (UKR)   | 14e                     |
| 86                                   |                         |                         |
| Directeur sportif : Mykhailo Suralov |                         |                         |

| Athlet ATH                           | Athlet ATH            | Athlet ATH |
| ------------------------------------ | --------------------- | ---------- |
| Num                                  | Coureur               | Pos        |
| 91                                   | Andriy Gladkyy (UKR)  | HD         |
| 92                                   | Maksym Samoliuk (UKR) | 36e        |
| 93                                   | Igor Vozniyk (UKR)    | HD         |
| 94                                   | Rolly Weaver (USA)    | 26e        |
| 95                                   |                       |            |
| 96                                   |                       |            |
| Directeur sportif : Oleg Berezovskyi |                       |            |

| Minsk CC MCC                         | Minsk CC MCC                | Minsk CC MCC |
| ------------------------------------ | --------------------------- | ------------ |
| Num                                  | Coureur                     | Pos          |
| 101                                  | Aliaksandr Kuschynski (BLR) | 5e           |
| 102                                  | Siarhei Papok (BLR)         | AB           |
| 103                                  | Andrei Krasilnikau (BLR)    | 15e          |
| 104                                  | Kanstantin Klimiankou (BLR) | 9e           |
| 105                                  | Stanislau Bazhkou (BLR)     | 20e          |
| 106                                  | Andrei Piashkun (BLR)       | 21e          |
| Directeur sportif : Ruslan Pidgornyy |                             |              |

| Promin PRM                          | Promin PRM                | Promin PRM |
| ----------------------------------- | ------------------------- | ---------- |
| Num                                 | Coureur                   | Pos        |
| 111                                 | Artur Tsvetkov (UKR)      | 25e        |
| 112                                 | Ievgenii Andriichuk (UKR) | AB         |
| 113                                 | Oleksiy Panasenko (UKR)   | AB         |
| 114                                 | Kyrylo Ragozin (UKR)      | 37e        |
| 115                                 |                           |            |
| 116                                 |                           |            |
| Directeur sportif : Mykola Gomeniuk |                           |            |

| Équipe nationale de Moldavie MDA   | Équipe nationale de Moldavie MDA | Équipe nationale de Moldavie MDA |
| ---------------------------------- | -------------------------------- | -------------------------------- |
| Num                                | Coureur                          | Pos                              |
| 121                                | Evghenii Berezutchi (MDA)        | AB                               |
| 122                                | Andrei Vrabii (MDA)              | AB                               |
| 123                                | Dumitru Bumbu (MDA)              | HD                               |
| 124                                | Constantin Halca (MDA)           | AB                               |
| 125                                |                                  |                                  |
| 126                                |                                  |                                  |
| Directeur sportif : Alexandru Oala |                                  |                                  |

| Équipe nationale de Biélorussie BLR    | Équipe nationale de Biélorussie BLR | Équipe nationale de Biélorussie BLR |
| -------------------------------------- | ----------------------------------- | ----------------------------------- |
| Num                                    | Coureur                             | Pos                                 |
| 131                                    | Kanstantsin Budkevich (BLR)         | 17e                                 |
| 132                                    | Uladzislau Yanachkin (BLR)          | 13e                                 |
| 133                                    | Sergei Kotov (BLR)                  | 38e                                 |
| 134                                    | Aliaksandr Piasetski (BLR)          | 27e                                 |
| 135                                    | Dzmitry Zhyhunou (BLR)              | AB                                  |
| 136                                    |                                     |                                     |
| Directeur sportif : Yauheni Seniushkin |                                     |                                     |